# Marc de Vulson de La Colombière
Pour les articles homonymes, voir La Colombière.
Marc de Vulson, sieur de La Colombière (mort en 1658), est un héraldiste français. Selon Alphonse Feillet (1824-1872), « il peut être regardé comme le véritable créateur de la science héraldique. »

## Biographie
Son père était François, avocat, et sa mère, Michelle Odde de Bonniot et il était protestant.
Une anecdote nous rapporte qu'en 1618 il vint à Paris chercher une grâce après qu'il eut tué une femme adultère et son amant.   
Dans son livre Le Vray Théâtre d´honneur et de Chevalerie, (Paris, 1648), il est gentilhomme de la Maison du roi, conseiller et maître d'hostel ordinaire du roi et de l'Ordre de Saint-Michel.

## Œuvres
- Recueil de plusieurs pièces et figures d'armoiries, 1639
- Généalogie succincte de la maison de Rosmadec, 1644
- La Science héroïque, 1644
- Les Oracles divertissans, 1647
- Le Vrai Théâtre d'honneur et de chevalerie, 1648
- La parabole du temps présent, 1649
- Les Portraits des hommes illustres françois, 1650
- Le Palais des curieux, 1646

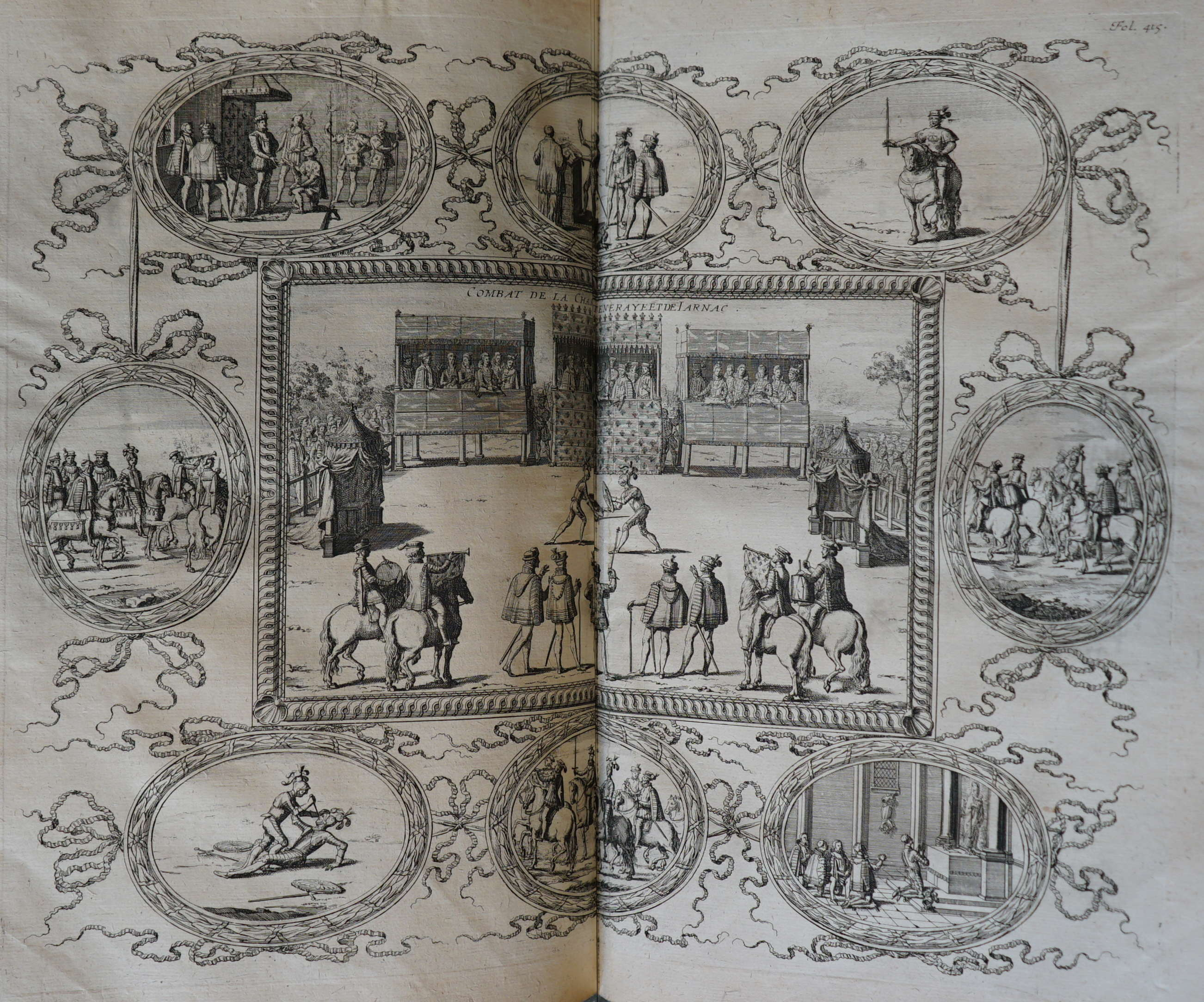
Tiré du Le Vrai Théâtre d'honneur...
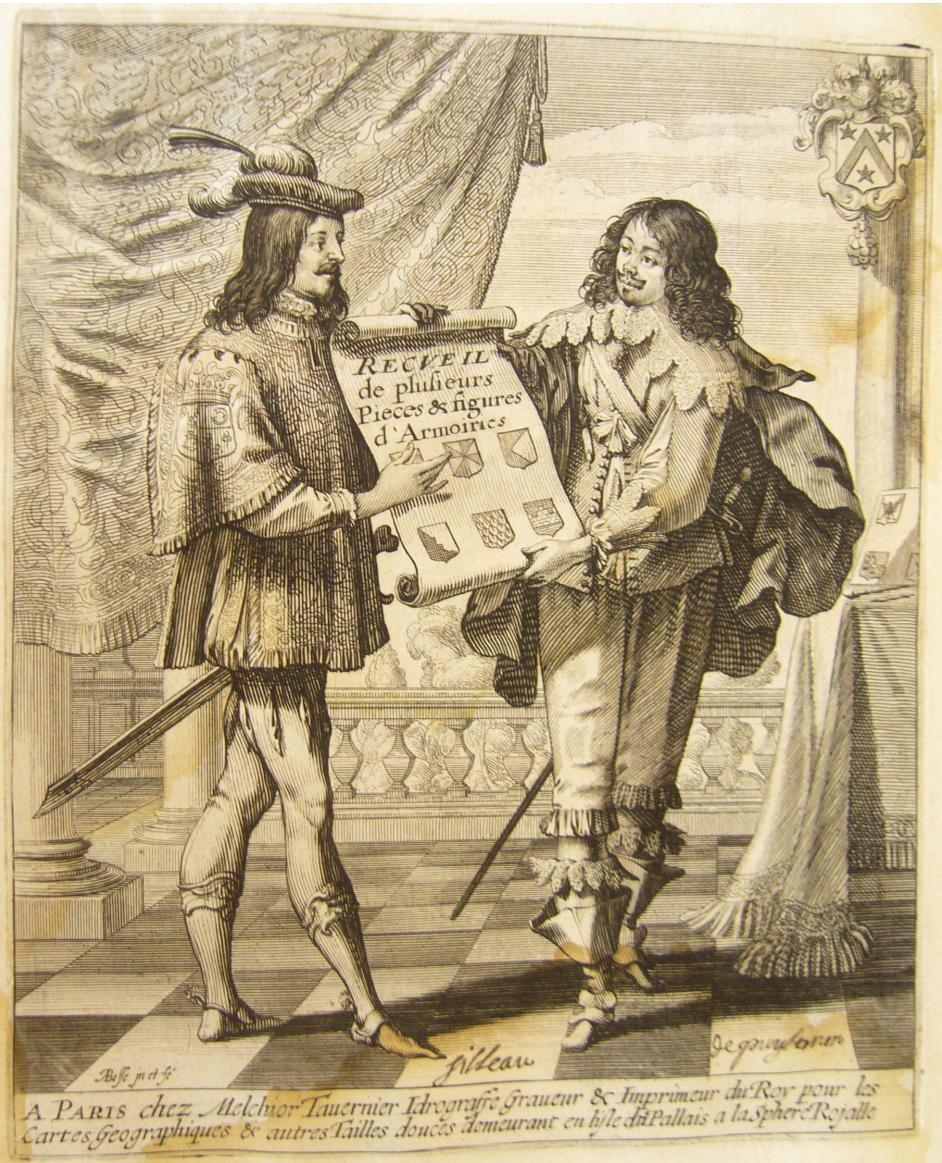
et de Recueil de plusieurs pièces....